# مؤشر التعقيد الاقتصادي
مؤشر التعقيد الاقتصادي  هو مقياس شامل لخصائص إنتاج أنظمة اقتصادية كبيرة، وعادة بلدان بأكملها. الهدف من هذا المؤشر هو شرح نظام اقتصادي ككل بدلا من مجرد مجموع أجزائه. و يتطلع هذا المؤشر إلى شرح المعرفة المتراكمة في عدد السكان في بلد ما (والشبكات التي تشكل الشعب) والتي يعبر عنها في تكوين الصناعي في البلاد. ولتحقيق هذا الهدف، وميثاق الأرض يجمع بين المقاييس لتنوع البلدان والوجود المطلق من المنتجات لخلق تدابير من التعقيد النسبي لصادرات البلاد.